# Adahisa Peña
Adahisa Peña   (Valencia, 6 d'agost de 1983) és una model veneçolana.
El 10 de setembre de 2008 va representar a l'estat Apure al concurs de Miss Veneçuela 2008, va guanyar el premi Miss Congenialitat i va procedir a representar Veneçuela en diversos concursos internacionals. S'ha considerat Peña una dels millors models de moda veneçolanes, participant a l'International Runways per a dissenyadors de renom com Tommy Hilfiger i Carolina Herrera, entre d'altres; Actualment viu als Estats Units d'Amèrica, on continua la seva carrera participant en múltiples projectes com a presentadora de televisió esportiva i d'entreteniment.